# 上野間駅
上野間駅（かみのまえき）は、愛知県知多郡美浜町大字上野間にある名古屋鉄道知多新線の駅である。駅番号はKC20。富貴駅との駅間キロは5.8 kmで、間に信号場を挟むが名鉄の駅間キロの中では最長距離である。

## 歴史
- 1974年（昭和49年）6月30日 - 開業。
- 1998年（平成10年）4月1日 - 以前より実施されていた駅員季節配置を取り止める。
- 2007年（平成19年）7月14日 - 当駅におけるストアードフェアカード「トランパス」の供用を開始する。
- 2011年（平成23年）2月11日 - 当駅におけるICカード乗車券「manaca」の供用を開始する。
- 2012年（平成24年）2月29日 - トランパスの供用を終了する。
- 2023年（令和5年）3月18日 - 2番線閉鎖[2]。

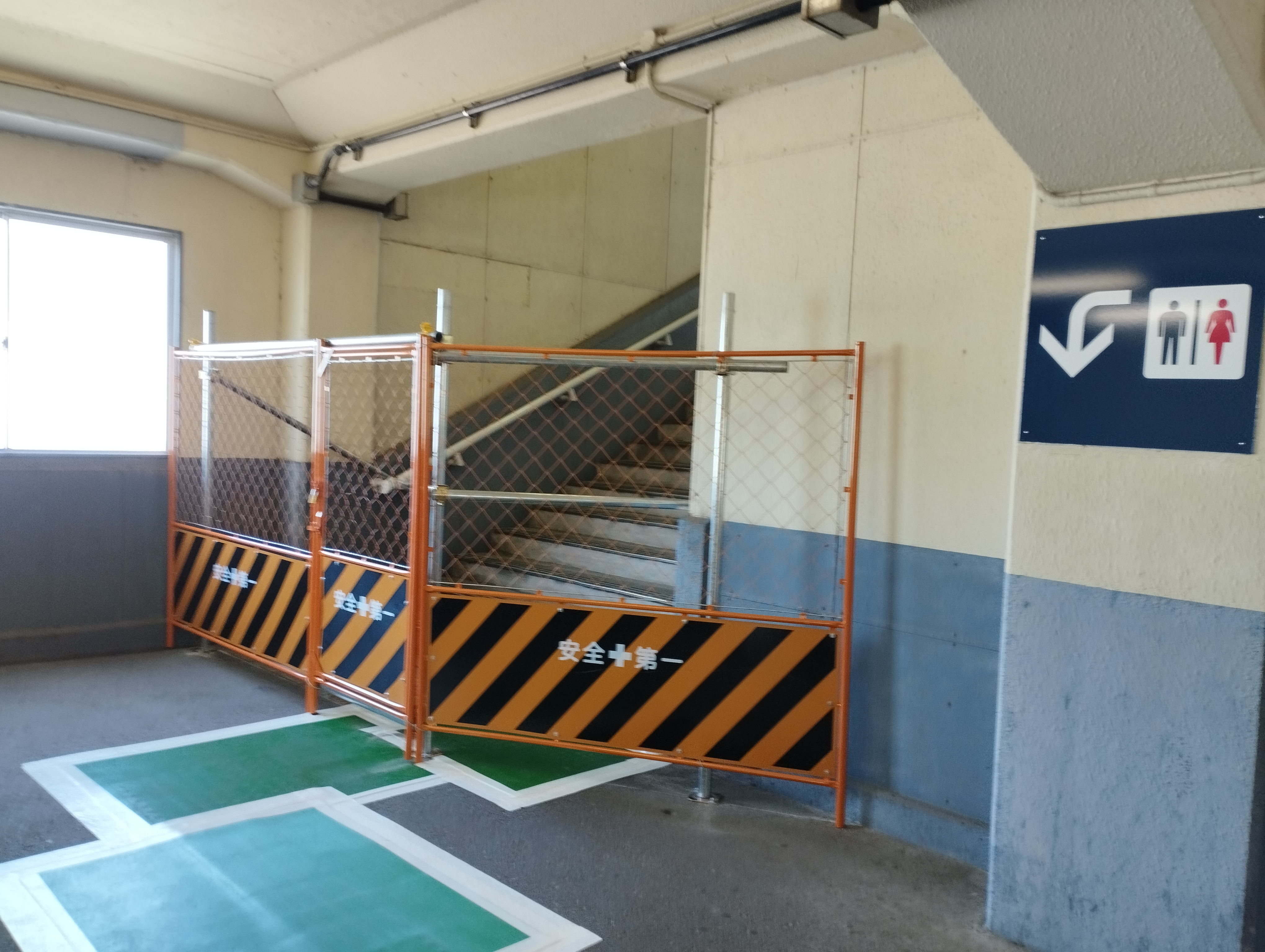
閉鎖された2番線

## 駅構造
単式1面1線ホームを持つ高架駅で、駅集中管理システムが導入された無人駅である（管理駅は知多半田駅）。2023年ダイヤ改正までは相対式2面2線ホームであり、1番のりばに内海行きが、2番のりばに太田川、名古屋方面の列車が発着していた。
ホーム有効長が6両分しかないため、8両編成の場合は後ろ2両が締切となる。また、エレベーターやエスカレーターは設置されていない。

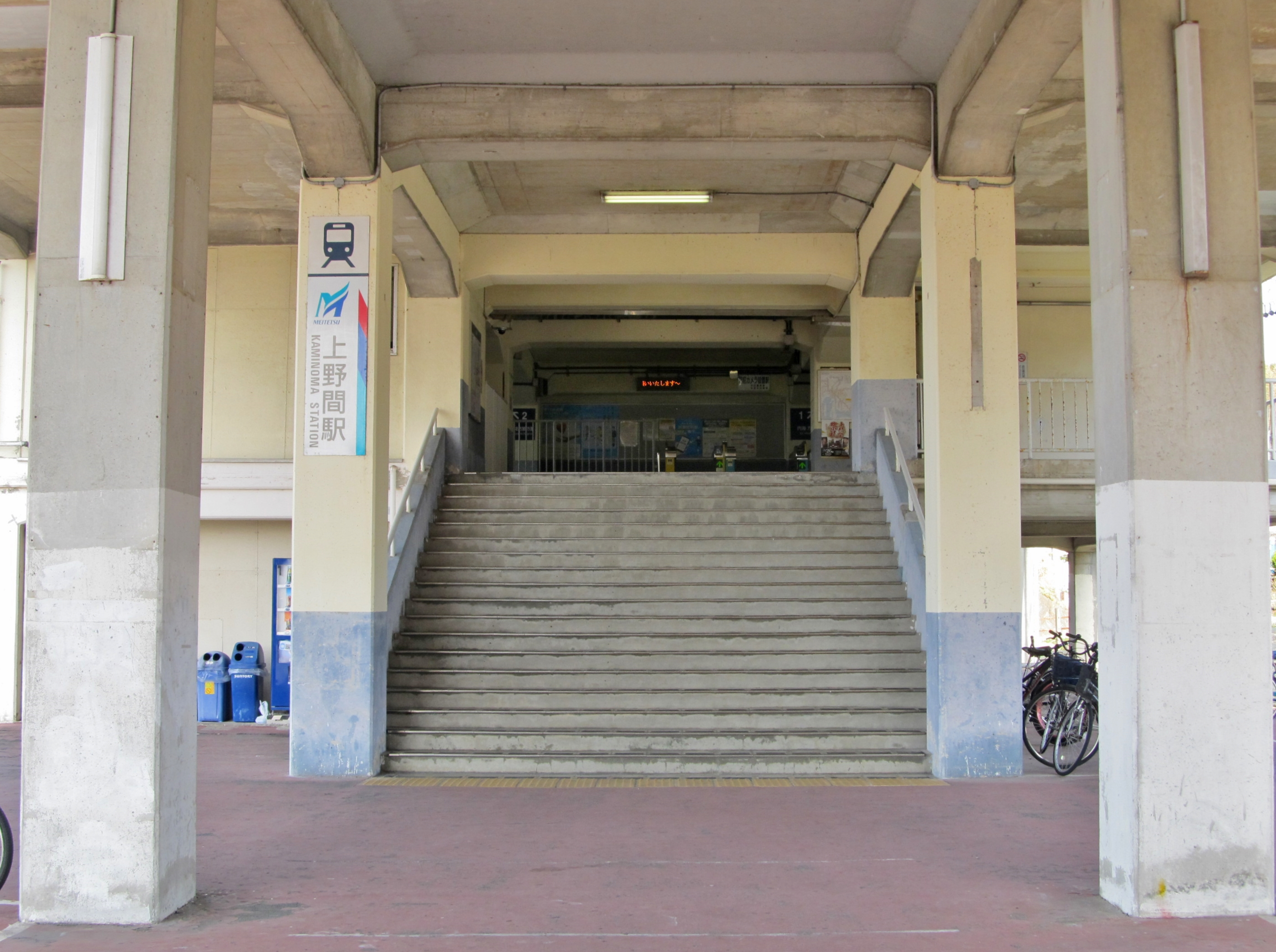
入口
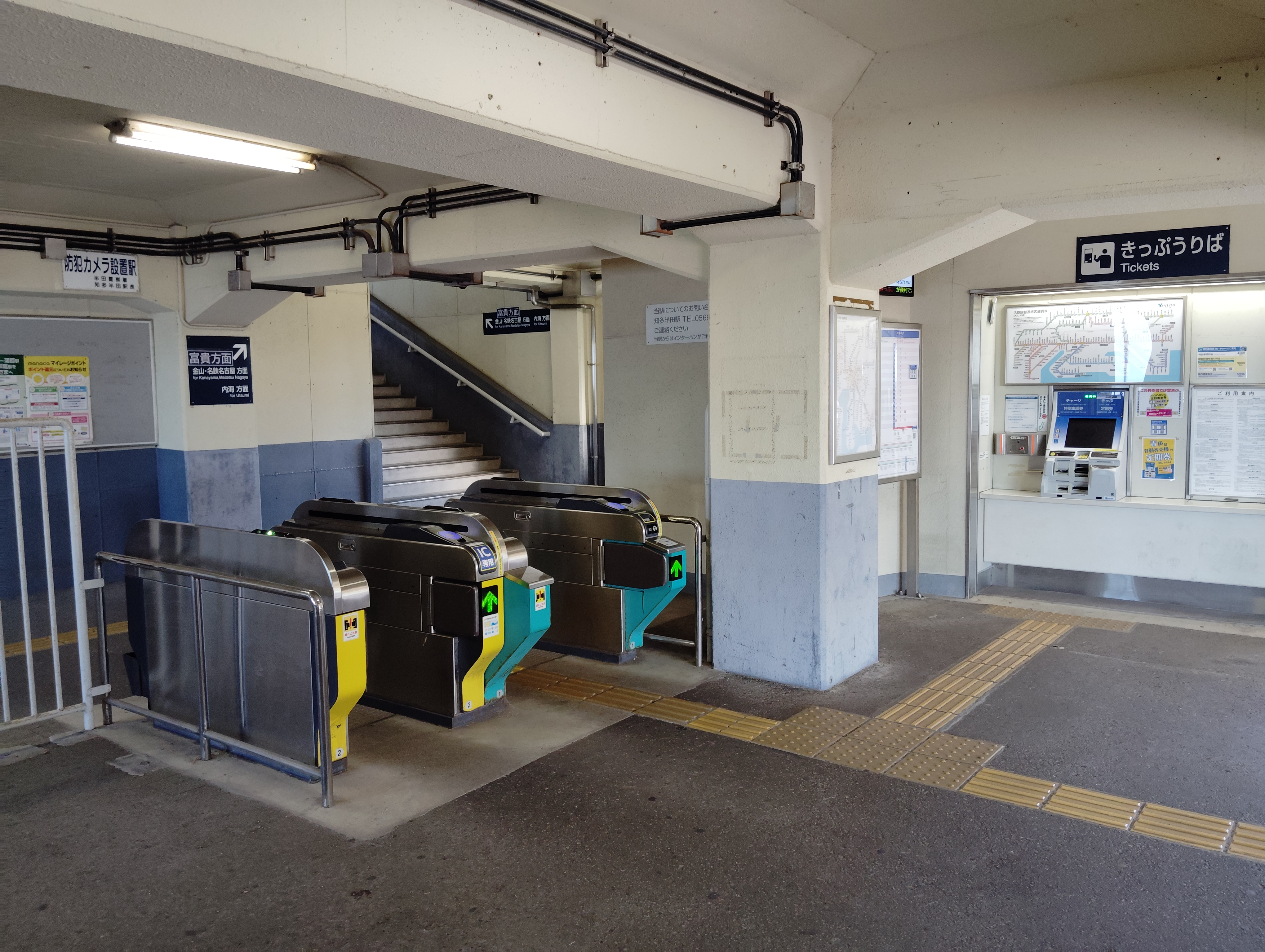
券売機と改札機
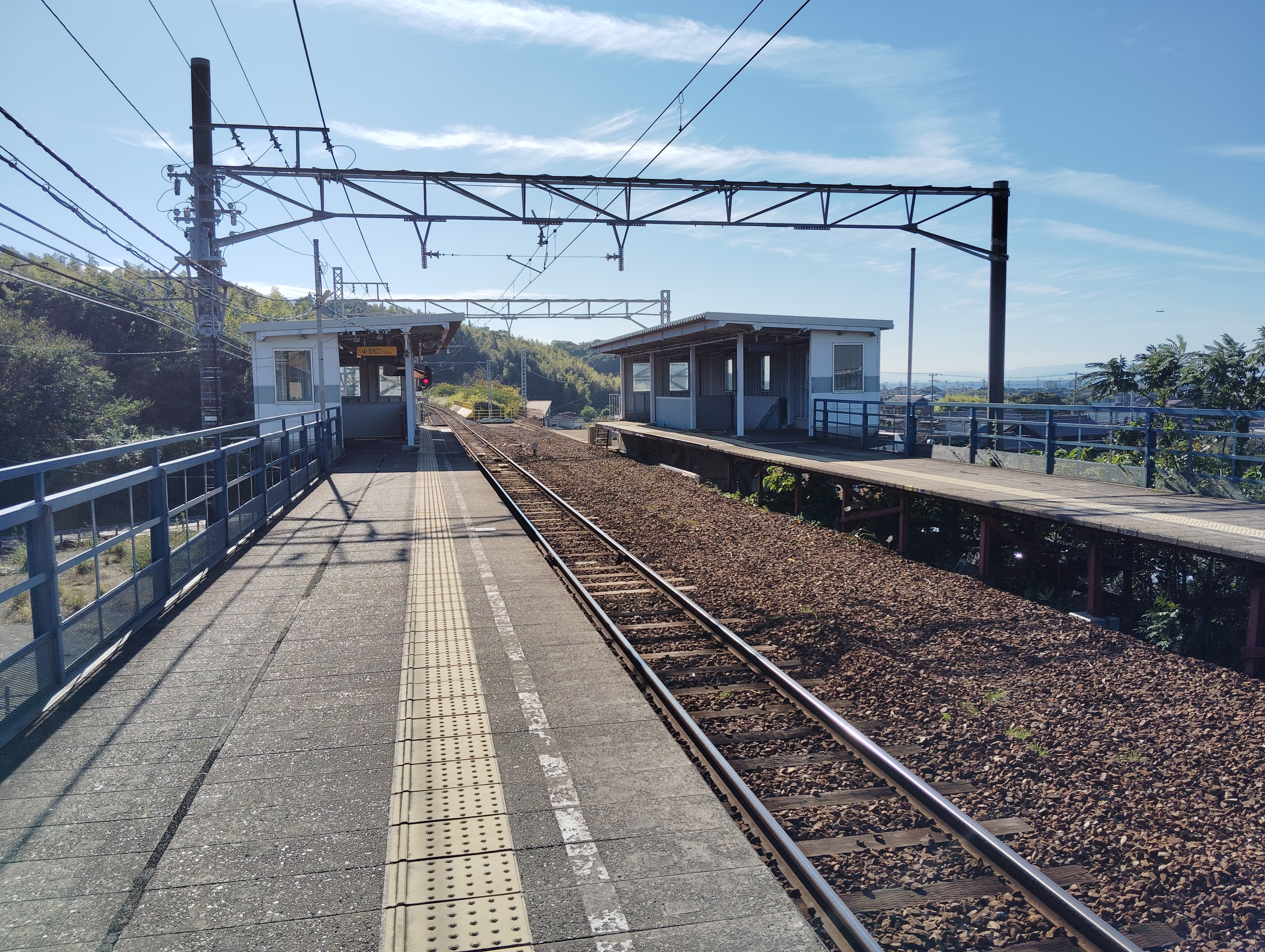
ホーム（2番線のレール撤去後）
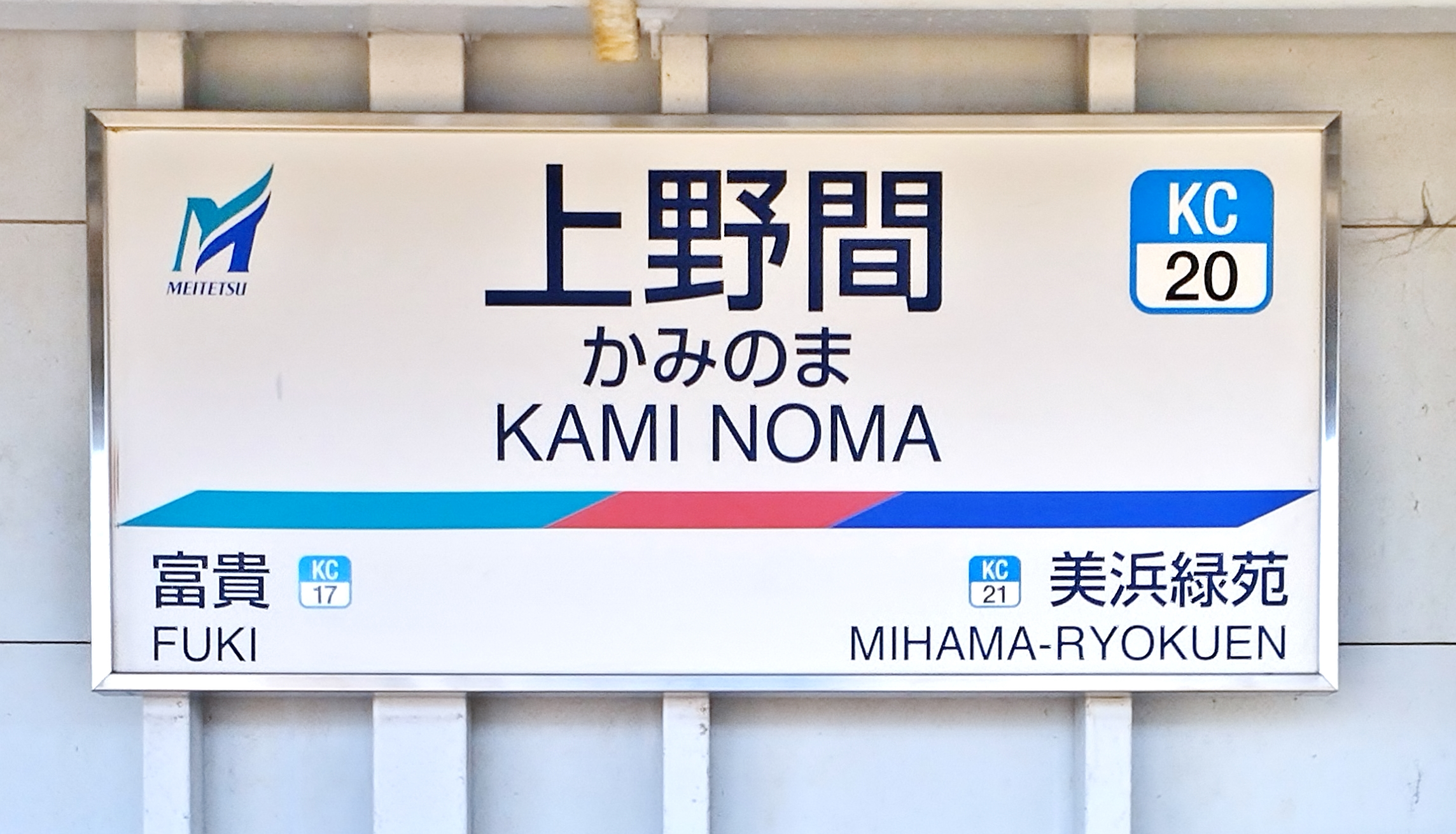
駅名標

### のりば
| 番線 | 路線        | 方向       | 行先                         |
| ---- | ----------- | ---------- | ---------------------------- |
| 1    | KC 知多新線 | 下り       | 内海ゆき                     |
| 1    | KC 知多新線 | 上り       | 富貴・太田川・名鉄名古屋方面 |
| 2    | (使用停止)  | (使用停止) | (使用停止)                   |

### 配線図
| ← 富貴方面                                             | 上野間駅 構内配線略図 | → 内海方面 |
| 凡例 出典:2009年現在。2023年3月18日以降、2番線は閉鎖。 |                       |            |

## 利用状況
- 「移動等円滑化取組報告書」によれば、2020年度の1日平均乗降人員は510人である[5]。
- 『名鉄120年：近20年のあゆみ』によると2013年度当時の1日平均乗降人員は680人であり、この値は名鉄全駅（275駅）中249位、河和線・知多新線（24駅）中19位であった[6]。
- 『名古屋鉄道百年史』によると1992年度当時の1日平均乗降人員は930人であり、この値は岐阜市内線均一運賃区間内各駅（岐阜市内線・田神線・美濃町線徹明町駅 - 琴塚駅間）を除く名鉄全駅（342駅）中229位、河和線・知多新線（26駅）中17位であった[7]。

『愛知県統計年鑑』、『知多半島の統計』各号によると、一日平均乗車人員の推移は以下の通りである。
| 年                 | 総数 | 定期 | 備考   |
| ------------------ | ---- | ---- | ------ |
| 1978（昭和53）年度 | 389  | 237  | [ 8 ]  |
| 1979（昭和54）年度 | 350  | 226  | [ 9 ]  |
| 1980（昭和55）年度 | 507  | 247  | [ 10 ] |
| 1981（昭和56）年度 | 457  | 254  | [ 11 ] |
| 1982（昭和57）年度 | 330  | 233  | [ 12 ] |
| 1983（昭和58）年度 | 430  | 244  | [ 13 ] |
| 1984（昭和59）年度 | 429  | 257  | [ 14 ] |
| 1985（昭和60）年度 | 414  | 250  | [ 15 ] |
| 1986（昭和61）年度 | 446  | 248  | [ 16 ] |
| 1987（昭和62）年度 | 420  | 240  | [ 17 ] |
| 1988（昭和63）年度 | 375  | 252  | [ 18 ] |
| 1989（平成元）年度 | 391  | 267  | [ 19 ] |
| 1990（平成02）年度 | 405  | 293  | [ 20 ] |
| 1991（平成03）年度 | 400  | 290  | [ 21 ] |
| 1992（平成04）年度 | 415  | 293  | [ 22 ] |
| 1993（平成05）年度 | 410  | 300  | [ 23 ] |
| 1994（平成06）年度 | 398  | 290  | [ 24 ] |
| 1995（平成07）年度 | 400  | 289  | [ 25 ] |
| 1996（平成08）年度 | 388  | 281  | [ 26 ] |
| 1997（平成09）年度 | 374  | 266  | [ 27 ] |
| 1998（平成10）年度 | 364  | 276  | [ 28 ] |
| 1999（平成11）年度 | 375  | 279  | [ 28 ] |
| 2000（平成12）年度 | 348  | 272  | [ 28 ] |
| 2001（平成13）年度 | 331  | 255  | [ 29 ] |
| 2002（平成14）年度 | 349  | 272  | [ 29 ] |
| 2003（平成15）年度 | 363  | 279  | [ 29 ] |
| 2004（平成16）年度 | 350  | 275  | [ 30 ] |
| 2005（平成17）年度 | 343  | 281  | [ 30 ] |
| 2006（平成18）年度 | 330  | 273  | [ 30 ] |
| 2007（平成19）年度 | 350  | 273  | [ 31 ] |
| 2008（平成20）年度 | 353  | 268  | [ 31 ] |
| 2009（平成21）年度 | 340  | 260  | [ 31 ] |
| 2010（平成22）年度 | 331  | 247  | [ 32 ] |
| 2011（平成23）年度 | 327  | 247  | [ 32 ] |
| 2012（平成24）年度 | 321  | 234  | [ 32 ] |
| 2013（平成25）年度 | 336  | 251  | [ 33 ] |
| 2014（平成26）年度 | 327  | 247  | [ 33 ] |
| 2015（平成27）年度 | 323  | 248  | [ 33 ] |
| 2016（平成28）年度 | 314  | 238  | [ 34 ] |
| 2017（平成29）年度 | 316  | 238  | [ 34 ] |
| 2018（平成30）年度 | 307  | 236  | [ 34 ] |
| 2019（令和元）年度 | 312  | 244  | [ 35 ] |

## 駅周辺

### 主な施設
- 美浜町立上野間小学校
- 上野間郵便局
- 野間神社

### 路線バス
- コミュニティバスグルーン 常滑南部・上野間線
  - 常滑駅
    - 知多乗合が運行していた当時は、りんくう常滑駅経由常滑市民病院ゆきや内海・河和駅行き、中部国際空港行きも運行されていたが、のちに短縮されていて、最終期には全便、常滑市民病院 - 当駅間のみの運行となっていた。

  - またかつては知多乗合が上野間駅 - 南知多ビーチランド間で「ビーチランド線」を運行していたが[36]、後に知多奥田駅 - 南知多ビーチランド間（土曜日・日曜日・祝日のみの運転）に短縮され[37]、2013年（平成25年）3月15日をもって廃止された[38]。、
- 美浜町巡回ミニバス 西部コース
  - 東方向は図書館、役場方面。河和駅には乗り入れないものの、役場からほど近い。
  - 西方向は知多奥田駅、野間公民館方面。

## 隣の駅
名古屋鉄道
KC 知多新線
■特急・□快速急行・■急行・■普通
富貴駅 (KC17) - （別曽池信号場） - 上野間駅 (KC20) - 美浜緑苑駅 (KC21)